# Томас, Терри
Терри Рикардо Томас (англ. Terry Ricardo Thomas; род. 1 мая 1997) — ямайский легкоатлет, который специализируется в спринтерских дисциплинах, призер чемпионатов мира.

## Биография
На чемпионате мира 2019 завоевал «серебро» в мужской эстафете 4×400 метров.